# Taxeotis celidora
Taxeotis celidora là một loài bướm đêm trong họ Geometridae.